# ينس فيشر
ينس فيشر (بالألمانية: Jens-Peter Fischer)‏ (1 يونيو 1966 - ) هو لاعب كرة قدم ألماني، يلعب كمهاجم.

## مسيرته

### مسيرته مع الأندية
- 1989 - 1990 لعب مع نادي هامبورغ 9 مباريات.
- 1991 - 1991 لعب مع TuS Hoisdorf [الإنجليزية]‏ 12 مباراة سجل خلالها هدف.
- 1991 - 1992 لعب مع شتوتغارت كيكرز 18 مباراة.
- 1993 - 1993 لعب مع هانزا روستوك 11 مباراة سجل خلالها هدف.
- 1993 - 2000 لعب مع FC Eintracht Norderstedt 03 [الإنجليزية]‏ 112 مباراة سجل خلالها 14 هدف.
- 2002 - 2003 لعب مع Harburger TB [الإنجليزية]‏ 12 مباراة سجل خلالها هدف.

## روابط خارجية
- ينس فيشر على موقع قاعدة بيانات كرة القدم.إي يو (الإنجليزية)
- ينس فيشر على موقع بيانات كرة القدم. دي إي (الألمانية)
- ينس فيشر على موقع عالم كرة القدم.نت (الإنجليزية)